# Sivas (provincie)
Sivaská provincie je tureckou provincií, nachází se ve východní části Malé Asie. Rozloha provincie činí 28 488 km2, v roce 2006 zde žilo 810 989 obyvatel. Hlavním městem je Sivas. Provincií vede hedvábná stezka a také Perská královská cesta.

## Administrativní členění

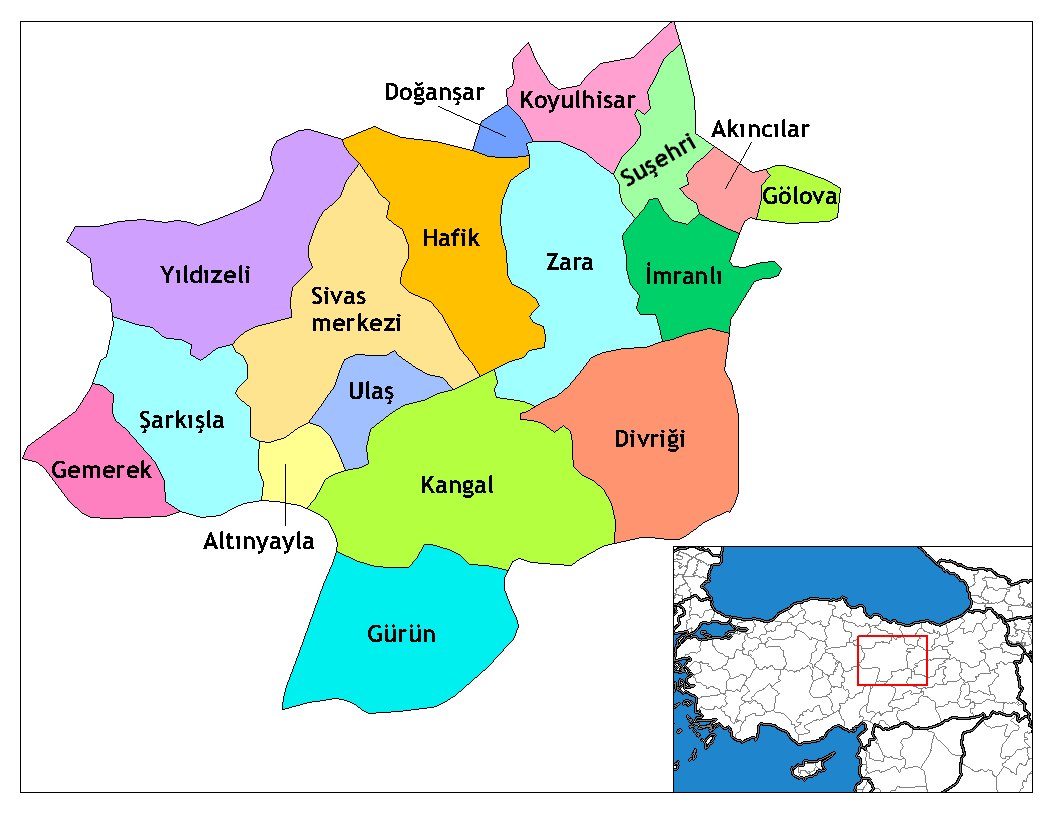
Administrativní členění

Sivaská provincie se administrativně člení na 17 distriktů:
| - Akıncılar - Altınyayla - Divriği - Doğanşar - Gemerek - Gölova - Gürün - Hafik - İmranlı | - Kangal - Koyulhisar - Şarkışla - Sivas - Suşehri - Ulaş - Yıldızeli - Zara |